# Sinoxylon indicum
Sinoxylon indicum är en skalbaggsart som beskrevs av Pierre Lesne 1897. Sinoxylon indicum ingår i släktet Sinoxylon och familjen kapuschongbaggar. Inga underarter finns listade i Catalogue of Life.

## Bildgalleri

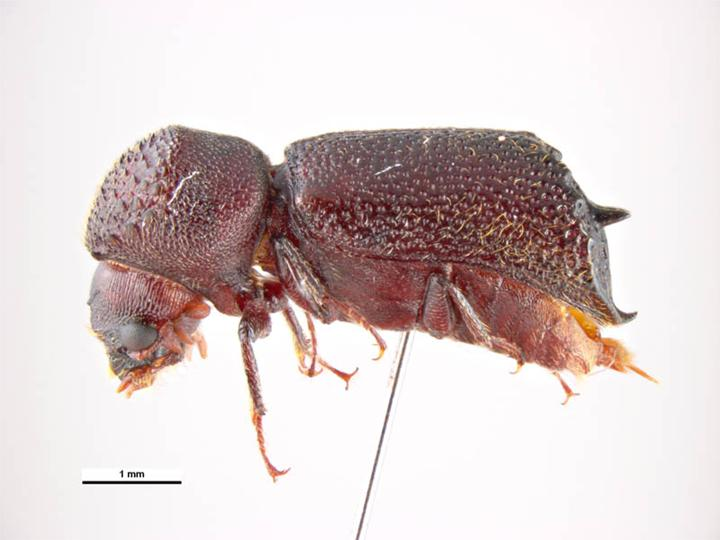